# Alonso de Manrique
Alonso de Manrique (Valladolid, ?) fue uno de los conquistadores y pacificadores de Tabasco. Aunque se desconoce su fecha de nacimiento, se sabe que nació en la ciudad de Valladolid, España, y fue hijo de don Antonio Manrique y de doña Catalina de Aragón, ambos vecinos de misma ciudad de Valladolid. Siendo joven viajó a las Indias en 1535 en compañía de Pedro de Mendoza para la conquista del Río de la Plata, y un año después llegó a la Nueva España.
En la Nueva España sirvió a Francisco de Montejo en la conquista y pacificación de Tabasco y ayudó a la conquista de Yucatán. Posteriormente estuvo en la expedición a Cíbola, pacificación de Nueva Galicia y en las campañas militares de las Indias del poniente.
Después de todas esas campañas, quedó muy adeudado, después de haber gastado todo lo que tenía en esas campañas. Como pago a sus servicios, El Virrey Antonio de Mendoza le dio el gobierno de Coatzacoalcos como Alcalde Mayor.

## Alcalde Mayor de Tabasco
Poco tiempo después, el 18 de septiembre de 1550, el Virrey le añadió otro cargo, el de Alcalde Mayor de Tabasco, cargo en el que estuvo hasta 1551, cuando entregó el mando a Marcos de Ayala Trujeque. Así, Alonso de Manrique gobernó al mismo tiempo las provincias de  Coatzacoalcos y Tabasco pero con separación de jurisdicciones. De esta forma, quedó Tabasco, por este tiempo, independiente en cuanto a lo político de  Yucatán, después de cerca de veinte años bajo el gobierno de Francisco de Montejo.
Las instrucciones que recibió Manrique para gobernar en cuanto a las condiciones especiales de Tabasco, fueron siempre orientadas a lograr la pacificación total del territorio, ya que en esos años todavía no se lograba la pacificación de la región conocida como la Chontalpa. Así mismo, recibió la encomienda de proteger a los indígenas que estaban pacíficos y pagaban tributos a la colonia.
Durante su gobierno, Manrique emprendió varias campañas militares en la Chontalpa tratando de derrotar a los aguerridos indígenas cimatecos, quienes en 1545 habían destruido la villa de Santiago Cimatán, objetivo que no logró. Al año siguiente, comenzó a solicitar a la corona recursos para una nueva campaña, sin embargo, no tuvo tiempo de iniciarla, ya que por instrucciones del Virrey debió entregar el gobierno de la Provincia de Tabasco a Marcos de Ayala Trujeque.